# Kings Plains National Park
Kings Plains National Park är en park i Australien. Den ligger i delstaten New South Wales, i den sydöstra delen av landet, omkring 480 kilometer norr om delstatshuvudstaden Sydney.
Runt Kings Plains National Park är det mycket glesbefolkat, med 6 invånare per kvadratkilometer..
I omgivningarna runt Kings Plains National Park växer huvudsakligen savannskog. Genomsnittlig årsnederbörd är 880 millimeter. Den regnigaste månaden är januari, med i genomsnitt 134 mm nederbörd, och den torraste är april, med 36 mm nederbörd.